# ناثان هولاند
ناثان هولاند (بالإنجليزية: Nathan Holland) (19 يونيو 1998 المملكة المتحدة - ) هو لاعب كرة قدم بريطاني يلعب كلاعب وسط.

## روابط خارجية
- ناثان هولاند على موقع قاعدة بيانات كرة القدم.إي يو (الإنجليزية)
- ناثان هولاند على موقع Soccerbase.com (لاعب) (الإنجليزية)
- ناثان هولاند على موقع Soccerway.com (الإنجليزية)
- ناثان هولاند على موقع عالم كرة القدم.نت (الإنجليزية)